# Hadji Murad

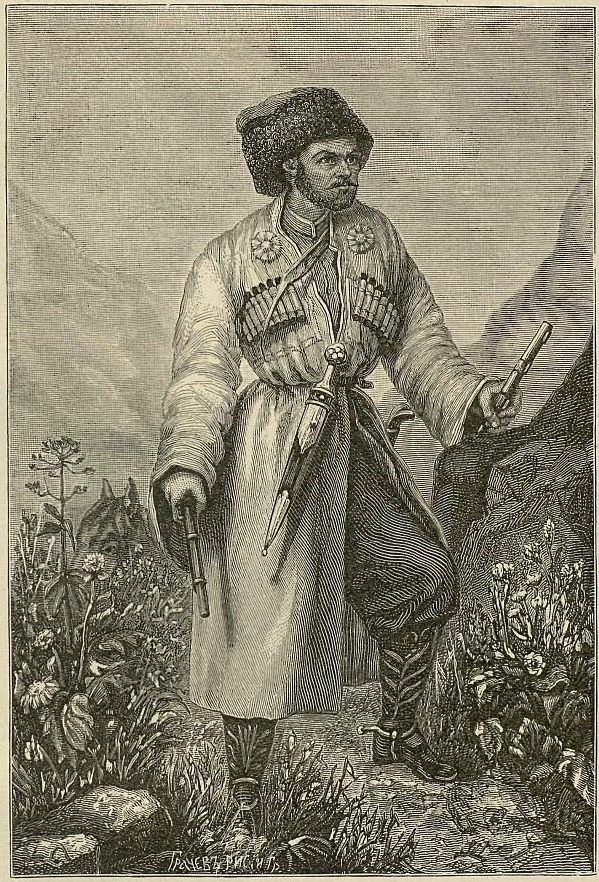

Hadji Murad (tiếng Nga: Хаджи-Мурат, tiếng Avar:Khadji Murad) (khoảng cuối những năm 1790 - 23 tháng Tư (N.S. 5 tháng Năm), 1852) là một lãnh đạo người Avar chủ chốt trong cuộc kháng chiến của người dân Dagestan và Chechnya những năm 1811-1864 chống lại sự cưỡng bức tốn giáo của Đế quốc Nga thường được biết đến dưới tên cuộc Chiến tranh Kavkaz.

## Cuộc đời

### Đồng minh với người Nga
Hadji Murad là một chỉ huy người Avar sống tại vùng Kavkaz. Ông là anh em nuôi của Omar, Pakkou-Bekkhe, con trai khan (tức khunzak, nghĩa là vua, tù trưởng), người không thù địch với đế quốc Nga trong thời kỳ đầu cuộc chiến. Đại giáo trưởng (Imam) Gamzat-bek đã sát hại gia đình khan, vì vậy Murad đã tham gia vào cuộc ám sát Gamzat mà trong đó em trai ông, Osman, đã bị giết bởi những cận vệ của Gamzat. Sau đó, ông bắt đầu phục vụ cho người Nga để chống lại kẻ thù.
Tuy nhiên một đối thủ của ông, Akhmet-khan đã tìm cách làm các tướng lĩnh Nga nghi ngờ Murad, và cuối cùng đạt được một lệnh bắt giữ ông. Tướng Mikhail Semyonovich Vorontsov ra lệnh đem ông tới sở chỉ huy, nhưng trên đường ông đã trốn thoát bằng cách lao mình xuống một khe núi hẹp. Người ta bỏ ông ta lại đó nghĩ rằng ông hẳn phải chết nhưng ông đã may mắn sống sót. Thấy người Nga không đáng tin, ông quay sang phục vụ người kế tục Gamzat-bek - Đại giáo trưởngShamil, trở thành một tùy tướng(naib) của ông này trong cuộc chiến chống Nga. Nhiều bộ lạc hưởng ứng Murad quay lưng lại với người Nga.

### Cuộc chiến chống Nga

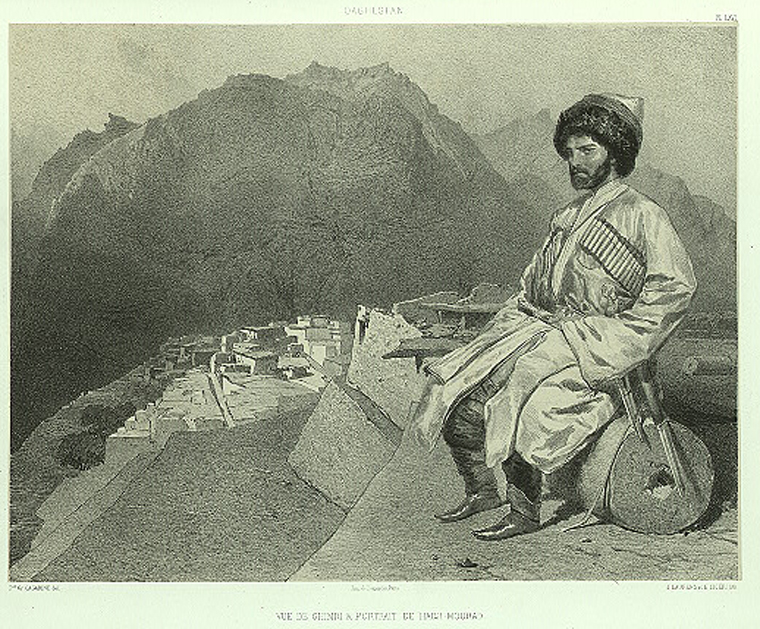

Hadji Murad nhanh chóng trở thành một chỉ huy nổi bật với những trận tập kích vào quân Nga và các bộ tộc ủng hộ Nga làm nên biệt hiệu "quỷ đỏ". Ông là phó tướng số một của Shamil, người cùng bộ tộc Avar nhưng hai người thường xuyên có mâu thuẫn Bản mẫu:Need citation. Tiếng tăm của ông với người Nga cũng không hề tốt từ sau khi có câu chuyện(sai sự thật) được lan truyền rằng ông đã có hành động man rợ sau một cuộc tập kích bất thành ở Temir-Khan-Shura, nơi đóng quân chính của người Nga (người ta nói rằng ông đã giết tất cả những người Nga trong nhà thương và lấy thịt làm món thịt xiên nướng (shashlik) cho lính Nga ăn).

### Bỏ sang quân Nga
Năm 1851, quan hệ giữa Murad và Shamil hoàn toàn đổ vỡ khi Shamil tuyên bố Khazi Mohammed, con trai ông ta sẽ trở thành người kế vị chức vụ đại giáo trưởng. trong một cuộc họp kín, Shamil và các tùy tướng quyết định Murad phải bị giết. Một người nào đó tham gia cuộc họp đó đã thông báo nên Murad đã kịp trốn thoát, nhưng gia đình ông thì bị bỏ lại.
Murad quay ra đầu hàng người Nga, những người đón tiếp ông với lòng ngờ vực. Murad nhắc đi nhắc lại yêu cầu được cấp người và súng để tấn công Shamil giải cứu gia đình, nhưng khoong nhận được câu trả lời rõ ràng nào. Ông được phép di chuyển từ Tbilisi tới một thị trấn nhỏ Hồi giáo ở Noukkha nay thuộc Azerbaijan với một đoàn hộ tống Cô-dắc. Hadji Murad một lần nữa dự định đào thoát trong chuyến đi buổi sáng ngày 24 tháng Tư (theo lịch cũ của Nga) năm 1852. Những lính canh Cô-dắc đã bị hạ gục nhưng lính gác của thị trấn, dưới quyền Đại tá Karganov đã lần theo dấu vết của ông. Họ được nhiều người các bộ tộc tiếp sức, trong đó có con trai của Akhmet-Khan và Hadji Murad đã bị giết trong một cuộc đụng độ. Thủ cấp của ông bị con trai Akhmet-Khan chắt và gửi tới Tbilisi, nơi nó được ướp rồi gửi tới chỗ Nga hoàng. Tolstoy trong tác phẩm về Hadji Murad đã đặt sự kiện Murad bị giết ở gần ngọn tháp thánh đường Belarjik (nơi có lẽ tương ứng với thị trấn Bilacik trên đường Shaki-Qax) nhưng thwcj tế một dấu mộ tưởng niệm nằm ở phía Bắc nơi đó, gần km76 trên đường Shaki-Zaquatala

### Trong tiểu thuyết
Hình ảnh Hadji Murad chủ yếu được biết đến qua chân dung ông thời kỳ cuối đời trong cuốn tiểu thuyết cùng tên của Lev Tolstoy xuất bản năm 1912. Ông cũng xuất hiện trong cuốn Dagestan của tôi(đã được dịch ra tiếng Việt) của Rasul Gamzatov.
Hadji Murad cũng là nhân vật chính trong' bộ phim Ý Agi Murad il diavolo bianco (1959) – tựa đề tiếng Anh The White Warrior – thủ vai bởi Steve Reeves.